# Baird-Syndrom
Das Baird-Syndrom ist eine sehr seltene vererbliche Erkrankung mit einer Kombination von ektodermaler Dysplasie und fehlenden Hautleisten.
Synonyme sind: englisch Ectodermal Dysplasia, Absent Dermatoglyphic Pattern, Changes in Nails, and Simian Crease;
veraltete Bezeichnung ist Basan-Syndrom oder Baasan's syndrome.
Die Bezeichnung bezieht sich auf den Erstautor der Erstbeschreibung aus dem Jahre 1964 durch H. W. Baird.
Von M. Basan gibt es eine weitere Beobachtung aus dem Jahre 1965.

## Verbreitung
Die Häufigkeit wird mit unter 1 zu 1.000.000 angegeben, die Vererbung erfolgt autosomal-dominant.

## Ursache
Der Erkrankung liegen Mutationen im SMARCAD1-Gen im Chromosom 4 am Genort q22.3 zugrunde.

## Klinische Erscheinungen
Klinische Kriterien sind:
- Beginn im Neugeborenenalter
- Blasenbildung
- Papeln im Gesicht
- Fehlen der Hautleisten an Händen und Füssen

Hinzu können Beugekontrakturen der Finger und Zehen sowie häutige Syndaktylien kommen.